# Sysmä (Ilomants, Norra Karelen, Finland)
Sysmä eller Sysmäjärvi är en sjö i Finland. Den ligger i kommunen Ilomants i landskapet Norra Karelen, i den sydöstra delen av landet, 400 km nordost om huvudstaden Helsingfors. Sysmä ligger 151,2 meter över havet. Den är 8,8 meter djup. Arean är 11,83 kvadratkilometer och strandlinjen är 43 kilometer lång. Sjön  ingår i Vuoksens huvudavrinningsområde.   I omgivningarna runt Sysmä växer i huvudsak blandskog. Den sträcker sig 5,6 kilometer i nord-sydlig riktning, och 4,7 kilometer i öst-västlig riktning.
I övrigt finns följande i Sysmä:
- Jänissaari (en ö)
- Yhdenhongansaari (en ö)
- Läpikäytävänsaaret (en ö)
- Rekisaari (en ö)
- Kekosaari (en ö)
- Naukusaari (en ö)
- Talassaari (en ö)
- Piippusaari (en ö)
- Riekalesaari (en ö)
- Nenäsaari (en ö)
- Korpisaari (en ö)
- Lammassaari (en ö)
- Harmaankivenluoto (en ö)
- Veitsisaari (en ö)
- Joensuunsaari (en ö)